# Stefan Niemeyer
Stefan Niemeyer (* 7. September 1960) ist ein deutscher Unternehmer und Basketballfunktionär.

## Leben
Niemeyer ging in Vechta zur Schule und bestand am Kolleg St. Thomas das Abitur.
1988 übernahm Niemeyer noch als Student die Geschäftsführung des Futtermittelherstellers Miavit GmbH von seinem Vater, dem Firmengründer Hans W. Niemeyer. Schon 1987 hatte er von seinem Vater 40 Prozent des Miavit-Stammkapitals übertragen bekommen.
1989 schloss Niemeyer sein Betriebswirtschaftsstudium in Osnabrück ab, das Thema seiner Diplomarbeit lautete „Entwicklung eines PC-Programms zur Fakturierung für ein mittelständisches Unternehmen der Futtermittelindustrie unter besonderer Berücksichtigung von Führungsinformationen“.
2013 wurde er als Unternehmer des Jahres des Oldenburger Münsterlandes ausgezeichnet.
Niemeyer, der Ende der 1970er Jahre als Schüler Basketball bei der DJK Füchtel und danach beim SC Rasta Vechta (dem er 1983 beitrat) spielte, ist seit der Gründung 2010 Geschäftsführer sowie alleiniger Gesellschafter der Rasta Vechta Sport-Marketing GmbH, dem Betreiber der Profimannschaft des SC Rasta Vechta, sowie seit 1991 erster Vorsitzender des SC Rasta Vechta e.V. Zuvor war er bereits seit 1987 zweiter Vorsitzender. 1993 wurde sein Unternehmen, die Miavit GmbH, Sponsor beim SC Rasta. Unter Niemeyers Leitung wandelte sich Rastas Herrenmannschaft von einer Amateur- zu einer Profimannschaft, die 2013 erstmals in die Basketball-Bundesliga aufstieg. Im Oktober 2021 wurde Niemeyers Sohn Lukas Middendorf neben seinem Vater zusätzlicher Geschäftsführer der Rasta Vechta Sport-Marketing GmbH.